# کانابراوا دو نورته
کانابراوا دو نورته (به پرتغالی: Canabrava do Norte) یک منطقهٔ مسکونی در برزیل است که در ماتو گروسو واقع شده‌است. کانابراوا دو نورته ۴٬۷۲۸ نفر جمعیت دارد.